# Walter Altmann
Walter Altmann (Wörgl, 24 december 1984) is een Oostenrijks voetbalscheidsrechter. Hij is in dienst van FIFA en UEFA sinds 2019. Ook leidt hij sinds 2017 wedstrijden in de Bundesliga.
Op 21 oktober 2017 leidde Altmann zijn eerste wedstrijd in de Oostenrijkse nationale competitie. Tijdens het duel tussen Sturm Graz en SV Mattersburg (3–2) trok de leidsman driemaal de gele kaart. In Europees verband debuteerde hij op 27 augustus 2020 tijdens een wedstrijd tussen Olimpija Ljubljana en Víkingur Reykjavík in de eerste voorronde van de UEFA Europa League; het duel eindigde in 1–1 (waarna Olimpija in de verlenging met 2–1 won) en Altmann gaf vijfmaal een gele kaart en na zes minuten een rode prent aan Víkingur. Zijn eerste interland floot hij op 1 juni 2021, toen Bulgarije met 1–1 gelijkspeelde tegen Slowakije. Atanas Ilijev opende de score namens het thuisland, waarna László Bénes voor de gelijkmaker zorgde. Tijdens deze wedstrijd deelde de Oostenrijker alleen aan Tomáš Suslov een gele prent uit.

## Interlands
| Datum             | Plaats                       | Wedstrijd             | Uitslag | Competitie        | Kreeg geel | Kreeg voor de tweede keer geel en dus rood | Weggestuurd |
| ----------------- | ---------------------------- | --------------------- | ------- | ----------------- | ---------- | ------------------------------------------ | ----------- |
| 1 juni 2021       | Ried im Innkreis, Oostenrijk | Bulgarije – Slowakije | 1 – 1   | Vriendschappelijk | 1          | 0                                          | 0           |
| 23 september 2022 | Sankt Pölten, Oostenrijk     | Iran – Uruguay        | 1 – 0   | Vriendschappelijk | 1          | 0                                          | 0           |
| 23 maart 2023     | Boedapest, Hongarije         | Hongarije – Estland   | 1 – 0   | Vriendschappelijk | 3          | 0                                          | 0           |
| 3 juni 2024       | Neurenberg, Duitsland        | Duitsland – Oekraïne  | 0 – 0   | Vriendschappelijk | 0          | 0                                          | 0           |

Laatst aangepast op 26 juni 2024.